# Clifford (niederländisches Adels- und Patriziergeschlecht)

Wappen

Clifford ist der Name eines aus England stammenden Geschlechts, welches in den Niederlanden beheimatet war. Die Familie war dem niederländischen Adel und Patriziat zugehörig und ist zur Mitte des 20. Jahrhunderts ausgestorben.

## Chronik
Die Cliffords stammen aus dem nordenglischen Lincolnshire. Eine Verwandtschaft zu den Baronen de Clifford und späteren Earls of Cumberland ist unbewiesen. Hernach scheint die Familie in Herefordshire, welches an der walisischen Grenze liegt, auf. Die niederländische Familie stammt von Richard Clifford ab, welcher im Jahre 1569 als Schulrektor in Landbeach, nördlich von Cambridge gelegen, und als Kanoniker von Stow in Lincolnshire angestellt wurde. Sein Sohn Henry Clifford (1576–1628) hatte mit George Clifford I. einen Sohn, welcher zwischen den Jahren 1634 und 1640 in Amsterdam ansässig wurde. Sie gelangten dort als Kaufleute und Bankiers zu Reichtum und Ansehen sowie im 18. Jahrhundert in die Amsterdamer Stadtregierung. Im Jahre 1815 wurde die Familie mit dem Adelsprädikat Jonkheer in den neuen niederländischen Adel eingeführt. Der ältere Familienzweig erhielt im Jahre 1874 den Titel Baron für den jeweils Erstgeborenen verliehen. Im Laufe des 19. Jahrhunderts ist die Familie nach Den Haag übersiedelt. Jener ältere Zweig ist zur Mitte des 20. Jahrhunderts ausgestorben; der jüngere Familienzweig als auch der Zweig Oetgens van Waveren-Pancras-Clifford sind im Jahre 1939 ausgestorben.

## Personen
- George Clifford I., Bankier
- George Clifford II. (1657–1727), Bankier
- Jeronimo Clifford (17. Jahrhundert), einer der größten Plantagenbesitzer in Suriname
- George Clifford III. (1685–1760), Bankier und Pflanzenliebhaber
- Jan Clifford, Amsterdamer Bürgermeister (1768)
- Pieter Clifford (1712–1788), in der Amsterdamer Stadtregierung, Vorsteher der Niederländischen Westindien-Kompanie und der Niederländischen Ostindien-Kompanie
- Gerard George Clifford (1779–1847), Staatsminister, Mitglied der Ersten Kammer der Generalstaaten